# Tapestry
Az 1971-es Tapestry Carole King nagylemeze. 15 hétig vezette az amerikai listákat, ami szóló női előadó esetében egyedi. A Billboard 200 listán 306 hétig szerepelt, legutoljára 2011. május 14-én került fel rá, így a listán legtovább szereplő album női szóló előadótól. Több Grammy-díjat szerzett 1972-ben. Három kislemez került fel a Billboard Hot 100 élére: I Feel the Earth Move, It's Too Late és You've Got a Friend. 2003-ban 36. lett a Rolling Stone magazin Minden idők 500 legjobb albuma listáján. Szerepel az 1001 lemez, amit hallanod kell, mielőtt meghalsz című könyvben.
Világszerte több mint 25 millió példányban kelt el, 1995. július 17-én gyémántlemez lett Amerikában (10 millió eladott példány).

## Az album dalai
|     | Cím                                     | Szerző(k)                  | Hossz |
| --- | --------------------------------------- | -------------------------- | ----- |
| 1.  | I Feel the Earth Move                   | Carole King                | 2:58  |
| 2.  | So Far Away                             | King                       | 3:55  |
| 3.  | It's Too Late                           | King, Toni Stern           | 3:53  |
| 4.  | Home Again                              | King                       | 2:29  |
| 5.  | Beautiful                               | King                       | 3:08  |
| 6.  | Way Over Yonder                         | King                       | 4:44  |
| 7.  | You've Got a Friend                     | King                       | 5:09  |
| 8.  | Where You Lead                          | King, Stern                | 3:20  |
| 9.  | Will You Love Me Tomorrow?              | Gerry Goffin, King         | 4:12  |
| 10. | Smackwater Jack                         | Goffin, King               | 3:41  |
| 11. | Tapestry                                | King                       | 3:13  |
| 12. | (You Make Me Feel Like) A Natural Woman | Goffin, King, Jerry Wexler | 3:49  |

## Helyezések és eladások

### Album
| Év   | Ország/Lista           | Helyezés |
| ---- | ---------------------- | -------- |
| 1971 | Billboard Pop Albums   | 1        |
| 1971 | Ausztrália             | 1        |
| 1971 | Brit albumlista        | 3        |
| 1971 | Norvégia               | 8        |
| 1971 | Japán                  | 29       |
| 1971 | Új-Zéland              | 13       |
| 2000 | US Top Internet Albums | 13       |

### Kislemezek
| Kislemez              | Lista (Billboard; 1971) | Helyezés |
| --------------------- | ----------------------- | -------- |
| I Feel the Earth Move | Pop Singles             | 1        |
| It's Too Late         | Adult Contemporary      | 1        |
| It's Too Late         | Pop Singles             | 1        |
| Smackwater Jack       | Pop Singles             | 14       |
| So Far Away           | Adult Contemporary      | 3        |
| So Far Away           | Pop Singles             | 14       |

### Eladások
| Ország             | Eladások    |
| ------------------ | ----------- |
| Egyesült Államok   | 11 000 000+ |
| Egyesült Királyság | 1 000 000+  |
| Japán              | 400 000+    |
| Spanyolország      | 300 000+    |

## Díjak
| Év   | Díjazott            | Kategória                                          |
| ---- | ------------------- | -------------------------------------------------- |
| 1972 | It's Too Late       | Grammy-díj az év felvételéért                      |
| 1972 | Tapestry            | Grammy-díj az év albumáért                         |
| 1972 | Tapestry            | Grammy-díj a legjobb női popénekes teljesítményért |
| 1972 | You've Got a Friend | Grammy-díj az év daláért                           |

## Közreműködők
- Carole King – szintetizátor, gitár, zongora, billentyűsök, vokál, háttérvokál
- Curtis Amy – bass flute, baritonszaxofon, szopránszaxofon, tenorszaxofon, húros kvartett
- Steve Barzyk – dob
- David Campbell – cselló, viola
- Merry Clayton – vokál, háttérvokál
- Terry King – cselló, tenorszaxofon, húros kvartett
- Danny "Kootch" Kortchmar – gitár, konga, elektromos gitár, vokál
- Russ Kunkel – dob
- Charles Larkey – basszusgitár, electric bass, string bass, húros kvartett
- Joni Mitchell – háttérvokál
- Joel O'Brian – dob
- Michael Pultand
- Ralph Schuckett – zongora, billentyűsök, elektromos zongora
- Barry Socher – hegedű, tenorszaxofon, viola, húros kvartett
- Perry Steinberg – basszusgitár, hegedű, tenorszaxofon, string bass
- "Taylor Boy and Girl Choir" (Joni Mitchell and James Taylor) – háttérvokál
- James Taylor – akusztikus gitár, gitár, vokál, granfalloon
- Julia Tillman – vokál, háttérvokál

## Fordítás
- Ez a szócikk részben vagy egészben a Tapestry (album) című angol Wikipédia-szócikk ezen változatának fordításán alapul.  Az eredeti cikk szerkesztőit annak laptörténete sorolja fel. Ez a jelzés csupán a megfogalmazás eredetét és a szerzői jogokat jelzi, nem szolgál a cikkben szereplő információk forrásmegjelöléseként.